# 斯威茨
斯威茨（英語：Swetes）是加勒比海岛国安提瓜和巴布达安提瓜岛南部的一座城镇，行政上由圣保罗区管辖，位于利伯塔以北，海拔高度60米，2012年估计人口1,849人。它是安提瓜和巴布达的第六大城镇。
斯威茨是乔治·亚历山大·麦克奎尔的出生地。